# التقسيم الإداري في فيجي

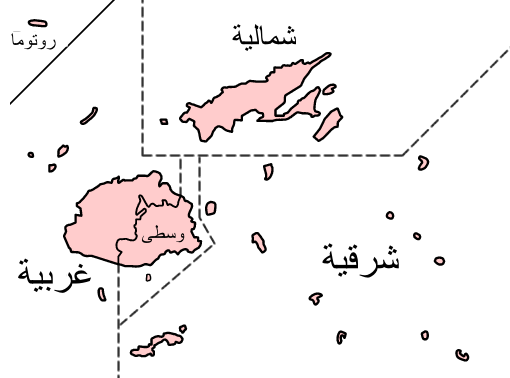
خريطة أقسام فيجي

تنقسم فيجي إدارياً إلى 4 أقسام ( Divisions ) وهذه الأقسم تنقسم إلى محافظات ( Province ) وهي المستوى الإداري الأول وبالإضافة إلى هذه المحافظات توجد جزيرة تدار بحكم ذاتي وتعرف بالتبيعة ( Dependency ). وهذه التعبية خارج حدود الأربع أقسام. كل قسم يدار بواسطة مفوض ( Commissioner ) معين بواسطة الحكومة الفيجية. في الحقيقة هذه الأقسام ماهي إلا تجمعات للمحافظات ولها قليل من الوظائف. وهي الحاضنة للتعاون فيما بين المحافظات التابعة لها. كل محافظة لها مجلس محافظي ( provincial council ) والذي يضع اللوائح ويفرض الضرائب تحت موافقة مجلس الشئون الفيجية ( Fijian Affairs Board ) والتي هي مؤسسة تابعة للحكومة. والمجلس كذلك يصادق على أختيار المدير التنفيذي للمحافظة ( Roko Tui ) ويكون عادةً أعلى رئيس على الرغم من أن المفوض يتم اختياره في بعض الأحيان.

## تركيبة المحافظات
تستخدم المحافظات لإضافة مدخلات في الشئون الوطنية من خلال مجلس زعماء القبائل الكبير ( Great Council of Chiefs ) و مجلس الشيوخ. مجلس زعماء القبائل الكبير كان جسم سياسي يقدم النصح للحكومة في شئون السكان الأصليين وكذلك يقوم بمقام هيئة انتخابية لانتخاب الرئيس ونائب الرئيس. 42 من أصل 55 عضو في مجلس زعماء القبائل الكبير يتم اختيارهم من قبل مجالس المحافظات، 3 من كل محافظة. بالإضافة مجالس المحافظات تختار 14 عضو من أصل 32 عضو من مجلس الشيوخ وهو المجلس الأعلى للبرلمان ( عضو واحد لكل محافظة ) ويتم المصادقة عليه من قبل مجلس زعماء القبائل الكبير. قامت الحكومة المؤقتة والتي أتت إلى السلطة بانقلاب عسكري في 5 ديسمبر 2006 بإلغاء مجلس زعماء القبائل الكبير في عام 2012 وكذلك دستور 2013 والذي صدر من قبل النظام الانقلابي ألغى مجلس الشيوخ وبهذا انتهى عهد المدخلات من قبل المحافظات في الشئون الوطنية.
جزيرة روتوما تقع في شمال الأرخبيل تدار بواسطة الحكم الذاتي حسب قانون روتوما الذي صدر في عام 1927. تضيف الحكومة الفيجية إلى الأقليم الشرقي للأغراض الإحصائية فقط ( مثل التعداد ) ، ولكن الجزيرة لها مجلسها الخاص وله السلطة للتشريع في القضايا المحلية. وكما للمحافظات فإن للجزيرة الحق في اختيار 3 أعضاء في مجلس زعماء القبائل الكبير وسيناتور واحد.

## الضواحي

محافظات فيجي

تحت مستوى المحافظات توجد الضواحي والقرى وهي قائمة على عدة شبكات من العوائل الكبيرة و لها زعيم ومجلس خاص بها. الإدارة الفيجية للسكان الأصليين تقوم على القرية أو كورو ( koro ) يقودها زعيم قرية أو توراغا ( Turaga ni Koro ) منتخب أو مختار من قبل سكان القرية. عدة قرى تتجمع لتكون تيكينا ( Tikina ) ، ومن أثنين تيكينا  إلى أكثر تكون محافظة. بالإضافة إلى ذلك بدأ تشكل البلديات في المدن مثل سوفا و لاوتوكا و 10 بلدات أخرى. كل يحتوي على مجلس مدينة أو مجلس بلدية منتخب لثلاث سنوات، ويحكم بواسطة عمدة يتم اختياره بواسطة مستشارين من بين أعضاء المجلس. في 15 فبراير 2006 أعلنت الحكومة تشريع لتغير مدة الحكومة المحلية من ثلاث سنوات إلى أربع سنوات.
الإدارة المحافظية و التقسيمات الإدنى التابعة لها أتت على أساس عرقي أما مجالس المدن والبلدات تحتوى على كل الأعراق. السلطات المحلية أنشأت للمناطق النائية مع سلطة استشارية ولإصال صوت كل الأعراق إلى خارج المحافظة. وزارة التطوير الإقليمي تأكد أن المناطق النائية لفيجي يتم تزويدها بنفس الفرص و وسائل الراحة الأساسية التي تتمتع بها المناطق الحضرية. ويتم هذا عبر إدارة الضواحي والتي تنخرط في بناء قدرات المجتمع المحلي وتنظم عمل المشاريع مثل تطوير الطرق النائية و تطوير الطرق المتشعبة وتطوير طرق الوصول إلى المحاصيل و المشاريع المتعلقة بالعاصمة في الضواحي. وتقوم بوظائف قانونية مثل تسجيل المواليد و إصدار شهادات الوفاة و الزواج و إعطاء رخص بيع الخمور و تعمل كوالي من الدرجة الثالثة.
تنقسم فيجي إلى 17 ضاحية ولها مدير ( District Officer ) و خمس ضواحي فرعية تقوم بمساعدة مدير الضاحية. الضواحي بشكل عام تكون مركز في البلدات والمدن ولكن بعضها يتبع حدود المحافظة أو حدود التيكانا. وهذه الضواحي هي: را، و تافوا، و نادي، و ناداريفاتو، و كياسي، و ناوسوري، و نافوا، و فونيداوا، و سوفا، و كوروفو، و ماكواتا، و سافوسافو، و بوا، و تافوني، و سيقاقا، و ساقاني، و توكافسي، و كادافو، و روتوما، و لومافيتي، و لواتوكا.

## القائمة
| القسم (العاصمة)  | المحافظة                              | المساحة كم² | تعداد السكان (2007) |
| ---------------- | ------------------------------------- | ----------- | ------------------- |
| الأوسط (سوفا)    | محافظة نايتاسيري Naitasiri            | 1666        | 160,760             |
| الأوسط (سوفا)    | محافظة ناموسي Namosi                  | 570         | 6,898               |
| الأوسط (سوفا)    | محافظة ريوا Rewa                      | 272         | 100,787             |
| الأوسط (سوفا)    | محافظة سيروا Serua                    | 830         | 18,249              |
| الأوسط (سوفا)    | محافظة تيلفو Tailevu                  | 755         | 55,692              |
| الشمالي (لاباسا) | محافظة بوا Bua                        | 1379        | 14,176              |
| الشمالي (لاباسا) | محافظة كاكاودروف Cakaudrove           | 2816        | 49,344              |
| الشمالي (لاباسا) | محافظة ماكواتا Macuata                | 2004        | 72,441              |
| الشرقي (ليفوكا)  | محافظة كادافو Kadavu                  | 478         | 10,167              |
| الشرقي (ليفوكا)  | محافظة لاو Lau                        | 487         | 10,683              |
| الشرقي (ليفوكا)  | محافظة لومايفيتي Lomaiviti            | 411         | 16,461              |
| الغربي (لاوتوكا) | محافظة با Ba                          | 2634        | 231,760             |
| الغربي (لاوتوكا) | محافظة نادروغا ونافوسا Nadroga-Navosa | 2385        | 58,387              |
| الغربي (لاوتوكا) | محافظة را Ra                          | 1341        | 29,464              |

## روابط خارجية
- Population statistics
- Local Government in Asia and the Pacific - Fiji